# Canto d''e lavannare d''o Vommero

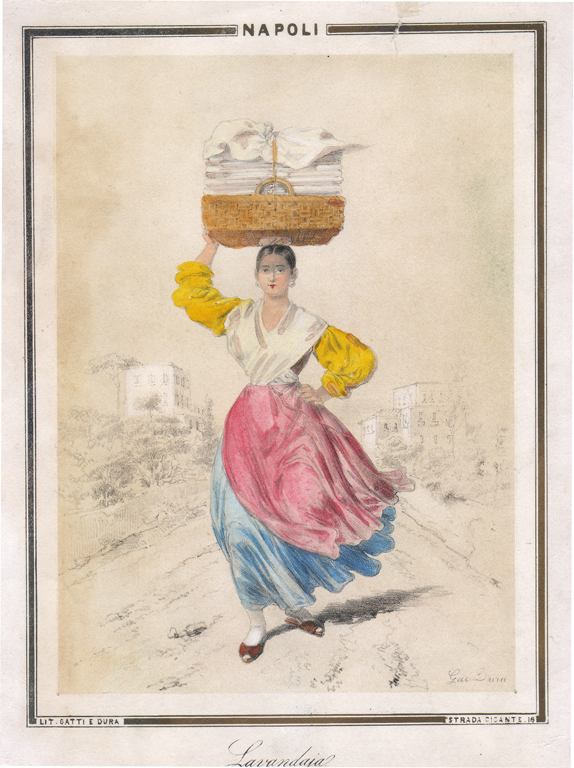
Lavandière napolitaine (impression du XIXe siècle)

 (octobre 2024).
Le Canto d''e lavannare d''o Vommero (« Chant des lavandières du Vomero ») est une chanson populaire napolitaine. C'est une des chansons napolitaines connues les plus ancienne, car sa mise en musique daterait du XIIIe siècle et son texte serait encore plus ancien. Il s'agit du chant que les lavandières de la colline du Vomero entonnaient durant leur besogne.

## Histoire
Le thème de la chanson est un échange courtois dans lequel un jeune homme demande comme gage d'amour à une jeune fille ses moccatora (mot qui vient du catalan mocador), ses mouchoirs,.
Un autre interprétation du texte, qui placerait le chant dans contexte culturel du XVe siècle, serait une protestation contre le gouvernement aragonais d'Alphonse le Magnanime, qui était roi de Naples avec le nom de Alfonse Ier. Les moccatora, les quatre mouchoirs de la chanson, représentent les terres que le roi avait promises au peuple napolitain, avant que les Aragonais ne défassent le roi de Naples René d'Anjou. La promesse d'Alfonse ne fut jamais maintenue et une bonne partie de l'aristocratie napolitaine garda ses privilèges malgré le changement de gouvernement.
Le musicologue napolitain Roberto De Simone a fait remonter l'origine du chant au royaume de Frédéric II, grâce à une analyse philologique du texte. Boccace parlait déjà du chant des lavandières du Vomero dans une lettre, en louant sa beauté et sa mélodie.

## Paroles
Tu m'aye promisso quatte moccadora 

oye moccadora, oye moccadora.

Ye so' benuto se, 

ye so' benuto se 

me le buo' dare 

me le buo' dare, 

me le buo' dare.

E si no quatte, 'mbè, 

dammene duya 

dammene duya, dammene duya.

Quille ch'è in cuollo a te, 

quille ch'è in cuollo a te 

n'è roba tuya 

n'è roba tuya, n'è roba tuya.

Tu m'haje prummiso quatto muccature 

oje muccature, oje muccature.

Je so' venuto si, 

je so' venuto si 

m´´e vvuo' dà 

m´´e vvuo' dà, 

m´´e vvuo' dà.

E si no quatto, embè, 

dammenne doje, 

dammenne doje, dammenne doje.

Chillo ch'è 'ncuollo a tte, 

chillo ch'è 'ncuollo a tte 

n'è robba toja 

n'è robba toja, n'è robba toja.

## Interprètes et reprises
Le chant des lavandières du Vomero, a été porté à l'attention du public après des siècles par le chanteur napolitain Roberto Murolo, qui l'a publié dans son LP de 1963 Napoetana. Antologia cronologica della canzone partenopea - Primo volume (dal 1200 al 1700) en le mettant en avant comme la plus ancienne chanson napolitaine connue. Ce n'est qu'après de la sortie de ce disque que le Canto d''e llavannare d''o Vommero a été redécouvert internationalement.
Dario Fo utilisa la chanson dans son spectacle au théâtre de 1969 : Ci ragiono e canto, n.2, en utilisant une version proche du napolitain du XVe siècle.
Le metteur en scène Pier Paolo Pasolini a utilisé plusieurs fois le Canto d''e llavannare d''o Vommero dans Il Decameron (1971). Pour l'occasion, l'ethnomusicologue américain Alan Lomax et le compositeur italien Ennio Morricone soignèrent la version du film. En citant Il Decameron, Abel Ferrara a réutilisé le chant dans le film Pasolini en utilisant la version de Roberto Murolo.
La Nuova Compagnia di Canto Popolare, groupe de musique qui travaille sur la musique traditionnelle et repropose des chants anciens dans leurs albums, a publié le Canto dans l'album Cicerenella en 1975.
John Turturro, metteur en scène américain, a repris le chant dans la bande son de son film  Passione (2010). La version du film est interprétée a cappella par Fiorenza Calogero, Daniela Fiorentino et Lorena Tamaggio dans la Piscina mirabilis, à Bacoli.